# کشته‌مرده سکس
کشته‌مردهٔ سکس (به انگلیسی: Dying for Sex) یک مینی‌سریال کمدی درام آمریکایی است. این سریال با دخل و تصرف بر اساس تجربیات واقعی زندگی مالی کوچان نوشته شده و لیز مری‌ودر و کیم روزن‌استاک آن را به نگارش درآورده‌اند. در این سریال پس از اینکه پزشکان تشخیص می‌دهند که مالی به سرطان لاعلاج مبتلا شده، او همسرش را ترک می‌کند تا به جست‌وجوی ارگاسم بپردازد. در این سریال میشل ویلیامز و جنی سلیت نقش‌آفرینی می‌کنند و بازیگران فرعی آن راب دلینی ، دیوید راشی ، اسکو جولِی، جی دوپلاس ، کلوین یو ، سیسی اسپیسک و زک رابیداس هستند. این سریال که در ۴ آوریل ۲۰۲۵ از شبکه‌های هولو و دیزنی پلاس پخش شد، از ۳۱ مارس تا ۶ آوریل در فهرست ده سریال پربازدید ایالات متحده قرار گرفت. سریال کشته‌مردهٔ سکس تا حد زیادی مورد استقبال منتقدان قرار گرفت، اما برخی از طولانی بودن و حجم صحنه‌های جنسی آن انتقاد کردند.

## بازیگران

### اصلی
- میشل ویلیامز در نقش مالی
- جنی اسلیت در نقش نیکی

- دیوید راشی در نقش دکتر پنکوویتز
- اسکو جولی در نقش سونیا
- کلوین یو در نقش نوآ
- راب دلینی در نقش مرد همسایه
- جی دوپلاس در نقش استیو
- سیسی اسپیسک در نقش گیل
- زک روبیداس در نقش هوپر